# Výsluní
Výsluní là một thị trấn thuộc huyện Chomutov, vùng Ústecký, Cộng hòa Séc.